# Суцільне кріплення
Кріплення суцільне (рос. крепь сплошная, англ. breaker props; нім. geschloßener Ausbau m) ― гірниче кріплення, що безперервно перекриває поверхню виробки в поздовжньому напрямі. Виконується як монолітна конструкція (бетонна, залізобетонна) або збірна з окремих однотипних елементів, встановлених впритул один до одного (блокове, панельне, тюбінгове кріплення). У горизонтальних і похилих виробках може бути замкненим і незамкненим, у виробках з кутом нахилу 45о і більше має тільки замкнену конструкцію, як правило циліндричну. Застосовується в розкривних і підготовчих виробках. 